# クリシュナ・ラージャ3世
クリシュナ・ラージャ3世（カンナダ語: ಮುಮ್ಮಡಿ ಕೃಷ್ಣರಾಜ ಒಡೆಯರ್, Krishna Raja III, 1794年7月14日 - 1868年3月27日）は、南インドのカルナータカ地方、マイソール藩王国の君主（在位：1799年 - 1868年）。ムンマディ・クリシュナ・ラージャ（Mummadi Krishna Raja）とも呼ばれる。

## 生涯
1794年7月14日、マイソール王チャーマ・ラージャ9世の息子として生まれた。
1799年5月4日、マイソール王ティプー・スルターンが第四次マイソール戦争で死亡したのち、イギリスはマイソール・スルターン朝の廃絶を決め、ヒンドゥーのオデヤ朝の復活を決定した。こうして、6月30日に彼はマイソールにおいて即位式を挙げ、王位を継承した。
また、戦後にマイソールの領土はイギリスとマラーター王国、ニザーム藩王国に割譲され、その領土はほぼ半分になった。
そのうえ、7月8日にはイギリスとの間に軍事保護条約が締結され、マイソール王国は藩王国となった（マイソール藩王国）。それは必要に応じてイギリスが内政権を摂収することができるという、非常に従属性の強いものであった。
クリシュナ・ラージャ3世は幼かったため、故クリシュナ・ラージャ2世の妃ラクシュミー・アンマンニ・デーヴィーがその摂政となり、1811年12月23日に彼女が死ぬまでそれは続いた。
1831年10月3日、イギリスはマイソール藩王国内で農民反乱が起きたことを理由に、これを統治紊乱として内政権を摂収し、その領土は事実上イギリスの管理下に置かれた。その後はずっと、イギリスが任命するコミッショナーがバンガロールを行政中心地として統治し続けた。
1868年3月27日、クリシュナ・ラージャ3世は死亡し、孫で養子のチャーマ・ラージャ10世が藩王位を継承したが、イギリスは内政権を返還することはなかった。

## ギャラリー
- クリシュナ・ラージャ3世の結婚式
- 王妃と寝るクリシュナ・ラージャ3世
- ゲームを楽しむクリシュナ・ラージャ3世
- クリシュナ・ラージャ3世の金貨